# Grad Duivenvoorde
Grad Duivenvoorde (nizozemsko Kasteel Duivenvoorde) je grad v mestu Voorschoten, Južna Holandija, na Nizozemskem . Prvič je bil omenjen leta 1226, zaradi česar je eden najstarejših gradov v Južni Holandiji.
Grad je izjemen po tem, da ni bil nikoli prodan, kar lahko rečemo za zelo malo nizozemskih gradov. Prehajal je z dedovanjem po več plemiških hišah, včasih po matrilinearni liniji. Prvih pet stoletij svoje zgodovine je bil grad v lasti ene rodbine, Duivenvoordskih, ki mu je dala svoje ime - takrat Duvenvoirde. Čeprav so tako imenovani, so bili Duvenvoirdski del rodbine gospodov Wassenaarskih, starodavne plemiške družine, ki je igrala pomembno vlogo v nizozemski zgodovini. Proti koncu 17. stoletja je lastnik gradu Duivenvoorde, Janez Duvenvoirdski, ponovno prevzel ime Wassenaarski. Čeprav je v hiši ostala ista družina, je bila ta pod drugim imenom.

## Zgodovina
Ime gospoščina Duivenvoorde verjetno izhaja iz dveh nekdanjih vodotokov, imenovanih „Duve“ in „Voor“. Grad stoji med starim tokom teh potokov. V zgodovinskih listinah je leta 1226 prvič omenjen grad na posesti 'Duvenvoirt'. Grad je bil takrat še preprosti stanovanjski stolp, 'donžon'. Najstarejši znani lastnik – omenjen v listini o Duivenvoordeju iz leta 1226 – je bil Filip Wassenaarski (omenjen v obdobju  1215-1248). Gre za plemiško viteško rodbino, ki je imela pomembne položaje na dvoru holandskih grofov.
V 16. stoletju je bil Arent VII. Duvenvoirdski (1528-1599), dvanajsti gospod Duivenvoordski, eden najbolj aktivnih in dznih lastnikov. Leta 1566 je sopodpisal peticijo plemičev proti španski vladavini in takoj zaradi tega izgnan v tujino. Tam se je pridružil upornikom t.i. "Watergeuzenom" ali "vodnim beračem" ter dobil vzdevek 'De Watergeus'. Njegov sin, Janez Wassenaarsko Duvenvoirdski (1577-1645), se je izkazal za pomembnega predstavnika Duivenvoordskega. Janez je bil izjemno uspešen in je zasedal številne pomembne položaje na Nizozemskem tistega časa.
Ko je Janez umrl, je Duivenvoorde prešel v last njegovega najstarejšega sina Arenta VIII. Wassenaarskega (1610-1681). Duivenvoorde je tako ostal znotraj rodbine Wassenaarskih po moški liniji; dokler leta 1721 ni umrl Arent IX. Wassenaarski (1669-1721), ki pa ni imel moškega naslednika. Preko Jakobe Marije Wassenaarske je Duivenvoorde podedovala njena desetletna hči Henrieta Ivana Kristina Neukirchenska, imenovana Nyvenheimska (1807-1849). Ta se je kasneje poročila z Nikolajem Janezom Steengrachtskim (1806-1866) iz Zelandije.

## Obnove gradu
Grad je bil leta 1631 pod vodstvom takratnega lastnika Janeza Wassenaarskega (1577-1645) temeljito prenovljen in je dobil sedanji tloris. Iz tistega časa so še zidovi in strehe srednje stavbe in severnega trakta. Preddvorje je bilo še vedno ograjeno z nazobčanim zidom z vrati iz peščenjaka in lesenim dvižnim mostom pred njim. 
Naslednja grajska prenova je bila izvedena leta 1717. V tistem času je bila priljubljena simetrija, zato je bil južni trakt narejen skoraj identično severnemu. Izvedli so večjo prenovo in posodobitev notranjosti gradu. Uredili so tudi razstavni prostor gradu, Marotovo sobo. Sobo Ludvika XIV., ki je edinstvena na Nizozemskem, je verjetno zasnoval dvorni arhitekt Daniel Marot (1661-1752). Portrete zaporednih generacij Wassenaarskih, lastnikov gradu, so uredili v opaže v naravni velikosti. 
Viljem Anne Assueer Jakob Schimmelpenninck van der Oye (1889-1957) je leta 1912 postal 26. lastnik Duivenvoordeja. Kmalu zatem se je tja preselil s svojo mlajšo sestro Ludolfine Henrieto (1891-1965). Bili so prvi lastniki, ki so na Duivenvoordeju živeli vse leto, in to na "starinski način". Vse do šestdesetih let dvajsetega stoletja namreč v gradu ni bilo ne tekoče vode ne elektrike. Ko je Viljem leta 1957 nepričakovano umrl v nesreči, je njegova sestra Ludolfine Henrieta postala 27. lastnica Duivenvoordeja - zadnja zasebna lastnica. Zaradi visokih davkov na dediščino je bila prisiljena prodati del svojega premoženja. 

## Trenutni status
Zadnja lastnica je vedela, da bo z njeno smrtjo hiša prodana in pohištvo razpršeno, vključno z zbirkami portretov, porcelana in oblačil ter tekstila, se je zato odločila hišo zapreti in jo prepustiti fundaciji za obnovo. Leta 1960 je zadnja lastnica Ludolfine Henrieta baronica Schimmelpenninck van der Oye prenesla Duivenvoorde na fundacijo. Še pred tem je pristopila k zadnji obnovi gradu. Pod vodstvom arhitekta Eliasa A. Cannemana (1905-1987) je bil Duivenvoorde – kjer je to mogoče in sprejemljivo – vrnjen v stanje iz let 1631 in 1717. Izhodišče je bila čista, tehnična obnova, brez dodatkov oz. okraskov. Ohranili so neogotski portal iz 19. stoletja, teraso pred hišo in nekaj elementov iz 18. stoletja, sicer pa so stavbo obnovili »tako kot je bilo«. Notranjost je bila preurejena, da se ujema z barvami iz leta 1717, poznejše štukature na stropih pa so ostale na mestu.
Grad je od leta 1963 odprt za javnost.

## Grajski park in vrtovi
Prva znana omemba vrta okoli gradu je iz leta 1615. Zemljevid iz tistega časa prikazuje, kako stari Duivenvoorde leži v kanalu, obdan s pravokotno zgradbo z verjetno zelenjavnim vrtom in sadovnjaki.
Arent VIII. Wassenaarski (1610-1681) je bil  lastnik Duivenvoordeja od leta 1646. Vrtove je dal okrasiti v okviru obstoječih obrisov. Dvižni most pa je povezoval hišo v kanalu s preddvorjem, zasajenim z drevesi. V začetku 18. stoletja je Arent IX. Wassenaarski (1669-1721) dal urediti francoske vrtove. Ti vrtovi so imeli ravne vidne črte, simetrične gredice, labirinte in kvadratne vodne elemente. Klasične vrtne vaze iz peščenjaka z mitološkimi prizori na mostu pred gradom spominjajo na ta francoski baročni vrt. Po smrti Arenta IX. Wassenaarskega so nasledniki vrtove zanemarili. Henrik Adolfus Steengrachtski (1836-1912), ki je bil lastnik Duivenvoordeja sredi 19. stoletja, je francoski baročni vrt zamenjal z angleškim krajinskim vrtom. V letih 1841-1849 je znameniti krajinski arhitekt Jan David Zocher ml. (1791-1870) uredil nov vrt. Zocher je v novo konstrukcijo vključil vijugaste poti, ribnike, mostove, romantične gozdove in čudovite razglede. 
Po več kot 150 letih je angleški krajinski park sčasoma izgubil velik del svoje naravne vitalnosti. Fundacija Duivenvoorde je zato leta 2007 krajinskemu arhitektu Michaelu van Gesselu naročila pripravo načrta za obnovo parka. Skupine dreves, drevoredov, pešpoti, trave in vodnih elementov so ponovno pridobile tekoče obrise Zocherjevega časa. 

## Zanimivost
Leta 1717 so v preddverju vgradili dva rimska kamna kot plošči. Večji od obeh kamnov, datiran med 196 in 198 AD, ima na sprednji strani napis o popravilu orožarne s strani rimskih vojakov; besedilo na drugi strani je starejše, nekje med letoma 103 in 111 našega štetja. Pri izdelavi novejšega besedila je bil kamen pomanjšan, kar je poškodovalo starejše besedilo.
Na manjšem kamnu je besedilo, ki na podlagi poznavanja ljudi, ki so tam imenovani, kamen lahko datira okoli leta 205 našega štetja.
Legenda pravi, da oba kamna prihajata iz Brittenburga, domnevnih rimskih ruševin, ki so se leta 1520 znova pojavile nad vodo ob obali Katwijka. Vendar pa to ne more veljati za večji kamen, saj je bila vojaška kronika, odkrita leta 1517, neizpodbitno povzeta iz besedila na njem, kar namiguje, da je bil kamen najden leta 1502 med oranjem zemlje v bližini samostana Roomburg.

## Galerija slik
- Latinski napis v spomin na obnovo leta 1717
- Grad Duivenvoorde
- Portret Lisbete Duvoordske (?-1472) v muzeju Boijmans Van Beuningen z naslednjim napisom : "Afbeeltsel van Juffer Lijsbeth van Duvoorde, Heer Dircks dochter".
- Lastnik: Janez Wassenaarski (1576-1645)